# 田中吉次
田中 吉次（たなか よしつぐ）は、安土桃山時代から江戸時代初期にかけての武将。

## 生涯
田中吉政の嫡男として誕生。
父・吉政同様、豊臣秀吉に仕えて馬廻となり、天正12年（1584年）の小牧・長久手の戦いに従軍した。のち父・吉政が近江八幡城主となった秀吉の甥・豊臣秀次の老臣筆頭に任ぜられると共にこれに仕え、一字を拝領して吉次と名乗る。奥州仕置においては本願寺の坊官・下間頼廉らとともに奥州一揆の中核をなす浄土真宗寺院と緊密に連絡を取り、奥州の争乱が畿内に波及しないよう務めた。
慶長5年（1600年）、関ヶ原の戦いでは父と共に徳川方に参陣し、父・吉政は功績によって筑後国柳河藩主となるが、後に父と不和になり柳川より逐電したため廃嫡される。
元和3年（1617年）、許されないまま京都にて病死。家督は弟で四男・田中忠政が継いだ。
なお、吉次の孫の田中政信は、江戸幕府に召し出され、210俵の旗本として存続した。